# Klinckowström
Klinckowström är en svensk adlig ätt som härstammar från Henrik Klinckow (1456–1505) rådsherre i Stralsund. På 1300- och 1400-talet omnämns i Pommern olika personer med namnet de Clinkow eller Klynkow, mest i handlingar rörande staden Prenzlau, i vars närhet byn Klinkow är belägen, men någon koppling mellan dessa och släkten Klinckow. En ättling till denne, lanträntmästaren sedermera regeringsrådet Martin Klinckow (1650–1717), upphöjdes 1684 i svenskt adligt stånd med namnet Klinckowström. Ätten tog introduktion med dennes söner 1719.
En kusin till Martins farfar, kanslisten Fredrik Klinckow (1631–1685) adlades 10 augusti 1682 Klinckow von Friedenschild och introducerades samma år. Ätten dog ut i början av 1700-talet.
Av Martins fyra bröder som var militärer i svensk och utländsk tjänst blev den äldste, Johan, adlad 1678 med namnet Klinckowenström. Från honom härstammar en tysk adlig ätt von Klinkowström med bland andra två välkända namn, Friedrich August von Klinkowström och dennes son Joseph von Klinkowström.
Även bröderna Balthasar, Joakim och Brand adlades 1690 med namnet Klinckouström men deras ätter blev aldrig introducerade.
Två av Martins söner, Leonard och Ture Gustaf, upphöjdes 1759 i friherrligt stånd. En gren blev immatrikulerad 1818 bland friherrliga ätter i Finland men dog ut på svärdssidan 1883 och en adlig ätt utgick 1768.

## Personer med efternamnet Klinckowström

### Alfabetiskt sorterade
- Axel Klinckowström
- Axel Leonhard Klinckowström
- Harald Klinckowström
- Hedvig Amalia Charlotta Klinckowström
- Karl Bernhard Klinckowström
- Leonard von Klinckowström
- Linde Klinckowström-von Rosen
- Marie Klinckowström
- Otto Wilhelm Klinckowström
- Otto Vilhelm Klinckowström
- Rudolf Klinckowström
- Thure Leonard Klinckowström

Senare manliga medlemmar av ätten Klinckowström
- Karl Bernhard Klinckowström (1682-1704) son till Martin
- Otto Vilhelm Klinckowström (1683-1731) son till Martin
- Leonhard Klinckowström (1685-1759) son till Martin
- Ture Gustaf Klinckowström (1693-1765) son till Martin
- Thure Leonard Klinckowström 1735-1821) son till Ture Gustaf
- Axel Leonhard Klinckowström (1775-1837) son till Thure Leonard
- Rudolf Klinckowström (1816-1902) son till Axel
- Axel Klinckowström (1867-1936) son till Rudolf

Kvinnliga medlemmar av ätten
- Marie Klinckowström (1832-1907) gift med Rudolf
- Linde Klinckowström-von Rosen (1902-2000) dotter till Axel